# João Rodrigues de Sá, o Velho
João Rodrigues de Sá, o Velho (cerca de 1482 - 25 de janeiro de 1579), cujo nome completo era João Rodrigues de Sá de Meneses, foi um poeta, diplomata e militar português que exerceu as funções de alcaide-mor do Porto e senhor de Sever.
Segundo ele próprio, numa carta que escreve mais tarde com bastante mais idade, ajudou durante cinco anos o seu tio D. João de Meneses, enquanto camareiro-mor da Casa Real, a servir o rei e em especial ao infante D. Afonso até ele ter o desastre que o matou. 
Depois ainda jovem passou dois anos em África na companhia de dois dos seus tios, o referido D. João e o Conde de Borba. Isso vai acontecer por duas temporadas. Uma em 1511 em que participaria na defesa de Arzila e Tanger, e, no Verão de 1513, quando regressa na armada de D. Jaime I, duque de Bragança, que finalmente conquistaria a praça de Azamor.
O rei D. Manuel I de Portugal incumbiu-o de o diplomaticamente representar junto de D. Fernando II de Aragão, na corte de Castela, no inicio do ano de 1516, quando ele foi atacado por uma doença que o levaria à morte. Mais tarde, em 1521, será incumbido da missão de fazer parte da delegação, chefiada pelo seu sogro, que acompanhará a infanta D. Beatriz à corte da Casa de Sabóia.
Pouco depois ao morrer o referido monarca português e seu pai, retirou-se para o Porto para assumir a gestão dos encargos familiares e poucas vezes se deslocará à corte de Lisboa.
Morre com 92 ou 93 anos e por isso, devido à sua avançada idade, somado às suas qualidades culturais acima da média, será um dos relatores da História de Portugal que Damião de Góis contará nas suas crónicas.

## O poeta
Enquanto escritor, tem numerosas obras poéticas da sua autoria têm sido referidas como especialmente representativas de qualidade literária. Colaborou com o «Cancioneiro Geral» organizado por Garcia de Resende.
É referido pelo humanista italiano Cataldo Parisio, como seu preceptor com o qual trocou as melhores das impressões e elevava o seu ideal de nobreza alcançado pelas armas, comum em Itália e não tanto no Reino de Portugal de então.

## Dados genealógicos
Filho de:
- Henrique de Sá de Menezes, filho de João Rodrigues de Sá, senhor de Sever, "senhor do condado de Massarelos".
- D. Brites de Menezes

Casado com: D. Camila de Noronha, filha do Vedor da Fazenda, 1.º conde de Vila Nova de Portimão, D. Martinho de Castelo-Branco.
Pai de:
- Francisco de Sá de Meneses, 1.º Conde de Matosinhos
- Sebastião de Sá de Menezes casado com D. Luisa Henriques
- António de Sá de Menezes casado com D. Inês de Noronha
- Pantaleão de Sá de Menezes, capitão de Sofala casado com Luisa de Vasconcelos e D. Maria de Menezes
- Henrique de Sá
- Inês de Noronha casada com D. João de Lima, 4º visconde de Vila Nova de Cerveira
- Maria de Menezes casada com D. Diogo da Silveira, 2º conde de Sortelha
- Francisca de Noronha